# Cyclotoma indiana
Cyclotoma indiana là một loài bọ cánh cứng trong họ Endomychidae. Loài này được Gorham miêu tả khoa học năm 1897.